# Oscar Niemeyer
Oscar Ribeiro de Almeida Niemeyer Soares Filho (Río de Janeiro, 15 de diciembre de 1907-Río de Janeiro, 5 de diciembre de 2012), conocido como Oscar Niemeyer, fue un arquitecto brasileño.
Seguidor y gran promotor de las ideas de Le Corbusier, es considerado uno de los personajes más influyentes de la arquitectura moderna internacional. Fue pionero en la exploración de las posibilidades constructivas y plásticas del hormigón armado.
Dentro de sus principales proyectos arquitectónicos se destaca la construcción de Brasilia como nueva capital de su país durante los años 1960. Fue el principal responsable de algunos icónicos edificios públicos de la ciudad, como el Congreso Nacional de Brasil, la catedral de Brasilia, el palacio de Planalto y el palácio da Alvorada. Fue también uno de los principales responsables del equipo que diseñó la Sede de la Organización de las Naciones Unidas en Nueva York.

No es el ángulo oblicuo que me atrae, ni la línea recta, dura, inflexible, creada por el hombre. Lo que me atrae es la curva libre y sensual, la curva que encuentro en las montañas de mi país, en el curso sinuoso de sus ríos, en las olas del mar, en el cuerpo de la mujer preferida. De curvas es hecho todo el universo, el universo curvo de Einstein.
Oscar Niemeyer

## Biografía

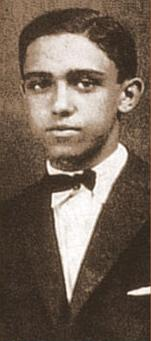
Oscar Niemeyer a los diez años en 1917

Hijo de Oscar de Niemeyer Soares y de Delfina Ribeiro de Almeida, Oscar Niemeyer nació en la ciudad de Río de Janeiro en 1907, en el barrio de Laranjeiras, en una calle que después recibiría el nombre de su abuelo, Ribeiro de Almeida. Pasó su juventud como el típico carioca bohemio de la época, sin preocupaciones por su futuro. Concluyó la educación secundaria a los veintiún años de edad. Ese mismo año, se casó con Annita Baldo, hija de inmigrantes italianos de Padua. El matrimonio le dio sentido de responsabilidad, decidió trabajar e ingresar a la universidad.
Comenzó a trabajar en el taller de tipografía, que es un arte con un proceso de creación en la composición e impresión de un texto físico o digital, de su padre y entró en la Escuela de Bellas Artes (Brasil), de donde se graduó como ingeniero arquitecto en 1934. A pesar de las dificultades financieras por las que estaba atravesando, decidió trabajar gratis en el estudio del arquitecto Lúcio Costa y Carlos Leão. Niemeyer se sentía insatisfecho con la arquitectura existente en la ciudad y decidió que podía encontrar una carrera en ese nicho.
En 1945, ya como un arquitecto de cierta reputación, se unió al Partido Comunista de Brasil. Niemeyer era sólo un niño en la época de la Revolución Rusa de 1917, y por motivo de la Segunda Guerra Mundial se convirtió en un joven idealista. Fue un comunista muy entusiasta, actitud que le costaría caro más tarde en su vida. Fidel Castro una vez dijo: «Niemeyer y yo somos los últimos comunistas de este planeta». Niemeyer visitó la URSS, conoció varios líderes socialistas y se convirtió en amigo personal de algunos de ellos.

## Trayectoria
En 1932 inició su vida profesional en la oficina de Lúcio Costa, arquitecto que le ayudó años después a construir Brasilia, él era pasante del equipo de Lúcio Costa, que trabajó al lado del arquitecto franco-suízo  Le Corbusier  en un proyecto del nuevo piso para el Ministerio de la Educación y la Sanidad Pública, en Río de Janeiro, un marco de la arquitectura moderna brasileña. Aunque siendo iniciante en aquella época, fue Niemeyer que sugirió el cambio en la altura de los pilotes de cuatro para diez metros y su propuesta fue aceptada con alegría y entusiasmo.
En 1937 proyectó la Obra de la Cuna, en Río de Janeiro y este fue su primer proyecto construido y el lugar donde están algunas instituciones filantrópicas, sin ánimo de lucro, su objetivo es el apoyo a los bebés, es una ayuda a los niños y las madres en peligro social.
Ya en 1938, proyectó la casa de Oswald de Andrade, un poeta brasileño del periodo modernista; utilizó una combinación de líneas curvas y rectas innovadoras, en São Paulo e hizo también un pequeño hotel en Ouro Preto - MG, con detalles que se asemejan al que utilizó en el proyecto del Catetinho años después.
En 1940 conoció al alcalde de la ciudad de Belo Horizonte, Juscelino Kubitschek (1902-1976), quien le invitó a proyectar una iglesia y un casino a orillas del Lago de Pampulha que se llamaría Conjunto de Pampulha, él fue la obra que tuvo más impacto en su histórico, tenía áreas abiertas con vías de acceso y alrededor había una laguna artificial. La idea del plan tenía un casino, un club, un salón para baile, una iglesia y un hotel pero el hotel no fue construido. Para que el proyecto se terminara pronto, Niemeyer tuvo la ayuda del ingeniero Joaquim Cardozo y del paisajista Burle Marx. La novedad de las líneas de esa pequeña iglesia construida en homenaje a San Francisco le dio fama en todo el país. En su interior está decorada con azulejos y frescos pintados por Cándido Portinari. El casino fue transformado años después en el Museo de Pampulha, dedicado a la difusión del arte contemporáneo.
En 1942 hizo la casa de la laguna Rodrigo Freitas. En 1951 empezó la construcción del proyecto del Parque Ibirapuera. Esta idea surgió a causa del cumpleaños de 400 años de la ciudad de São Paulo, entonces fue una conmemoración, fue el segundo gran proyecto de su vida y fue una solicitud del gobierno de São Paulo, el proyecto buscaba dar a la ciudad una gran área verde con lugares de exposición y ocio uniendo la arquitectura al paisajismo. La Marquise del Ibirapuera y el Auditorio Ibirapuera son muy característicos de Oscar Niemeyer, los dos tenían características de la generación modernista brasileña. En ese mismo año también tuvo la idea de la rara Casa de las Canoas, que fue la residencia del propio arquitecto, su preocupación fue justamente ser una tierra llena de desniveles, pero eso fue su principal desafío, ya que tenía que construir su casa con curvas sin líneas rectas, donde la vegetación podría estar en la casa, ella empezó a ser construida en 1953.
En 1954 ayuda en un proyecto de un conjunto de edificios para el barrio Hansa, que era una parte del programa de reconstrucción de Berlín (Alemania), proyectó también el Museo de Caracas en Venezuela.
En 1955 fundó la revista Módulo en Río de Janeiro. Tras dos años, Juscelino elige a Niemeyer para juntos crear la más linda capital del mundo. Juscelino es elegido el presidente de Brasil y su principal objetivo era cambiar la capital, entonces salió de Río de Janeiro, litoral, para Brasília en el centro del país, escrito en la primera Constitución de Brasil, fue estrenado en las bases del concurso de un Plan Maestro para Brasília.
Oscar Niemeyer participó también con Le Corbusier en la elaboración del proyecto del edificio principal de las Naciones Unidas en Nueva York en 1952. En 1954 desarrolló el avanzado proyecto privado Casa Niemeyer en la localidad de Pedro del Río en Río de Janeiro, que le daría prestigio nacional revolucionando la arquitectura brasileña en los años 1960. La casa Niemeyer es uno de los pocos proyectos privados que el afamado arquitecto desarrolló. En 1955 trabajó con el arquitecto venezolano Fruto Vivas en el diseño del Museo de Arte Moderno de Caracas, una estructura futurista de pirámide invertida que nunca se construyó pero que inspiró algunas de sus obras como el Museo de Arte Contemporáneo de Niterói.
En 1971, hizo la Sede del Partido Comunista Francés, junto con los primeros pasos en el dibujo mobiliario, diez años después lo llamaron nuevamente para hacer la Sede del Humanité y si no funcionara no lo llamarian más, pues consideraban la arquitectura de Niemeyer no operativa.
En 1972 abrió su despacho en los Champs Elysées, en París y proyectó la Bolsa del Trabajo de Bobigny y el Centro Cultural del Le Havre en Francia. 
En 1983 hizo su primera retrospectiva de su obra en el Museo del Arte de Río de Janeiro, año en que proyectó el sistema de las escuelas públicas llamado de CIEPs junto con Darcy Ribeiro. Al año siguiente, hizo el Sambódromo de Río de Janeiro, también conocido como Pasarela Maestro Darcy Ribeiro, el año 85 con el proyecto del Panteão de la Patria en la Plaza de los Tres Poderes. Dos años más tarde, él proyectó el Memorial da América Latina en São Paulo y el edificio de la Sede del Periódico I'Humanité, en París.

### Brasilia

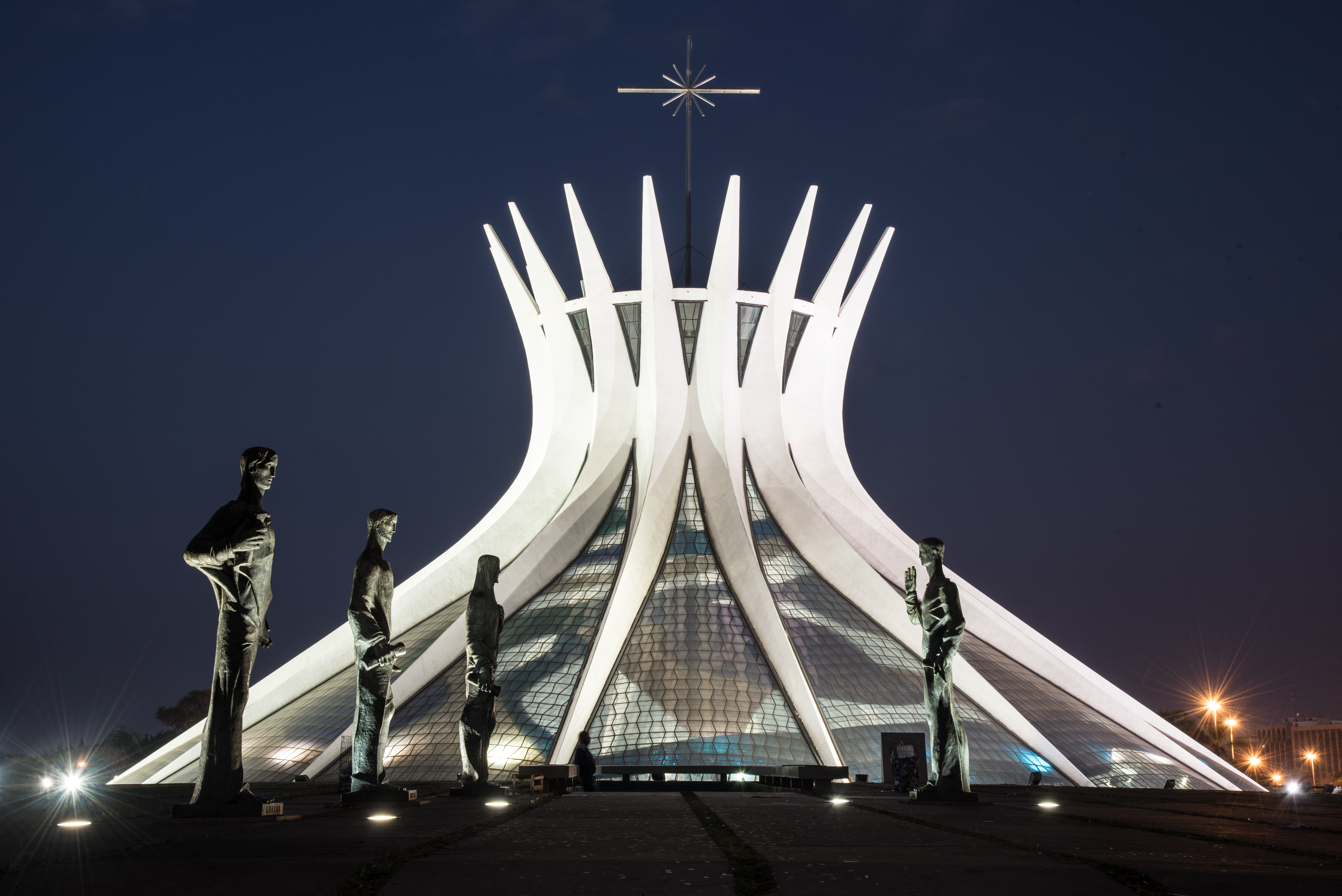
Vista nocturna de la catedral de Brasilia.

En septiembre de 1956 fue estrenado en las bases del concurso de un Plan Maestro para Brasilia. Ese plan debería tener toda la parte urbanística de la ciudad, pero no tenía del proyecto previo los edificios públicos. El urbanista Lúcio Costa gana el concurso de proyectos para escoger la nueva ciudad capital en el centro del país, que sería Brasilia, y por iniciativa del presidente Kubitschek, Oscar Niemeyer es invitado a trabajar en el proyecto de la nueva capital. Niemeyer queda a cargo de los proyectos de los edificios y Lúcio Costa del plan de la ciudad y toda la parte urbanística.
En pocos meses, Niemeyer diseña decenas de edificios residenciales, comerciales y administrativos. Entre ellos la residencia del presidente (palácio da Alvorada); el Congreso Nacional (la Cámara de los Diputados y el Senado Federal); la catedral de Brasilia; el palacio de Itamaraty, sede del Ministerio de Asuntos Exteriores; la sede del Tribunal Federal supremo; los edificios de los ministerios, y la sede del gobierno, el Palacio del Planalto. La catedral es considerada especialmente bella y muy rara, con diversos simbolismos modernos.
Brasilia fue diseñada, construida e inaugurada durante el plazo de un mandato presidencial, cuatro años. La nueva capital fue oficialmente inaugurada el 21 de abril de 1960. En 1962, Niemeyer recibió el encargo de organizar la Facultad de Arquitectura en la recién creada Universidad de Brasilia (UnB). En 1963 es nombrado miembro honorario del Instituto Americano de Arquitectos de los Estados Unidos, y en el mismo año gana el premio soviético de paz, el Premio Lenin de la Paz.

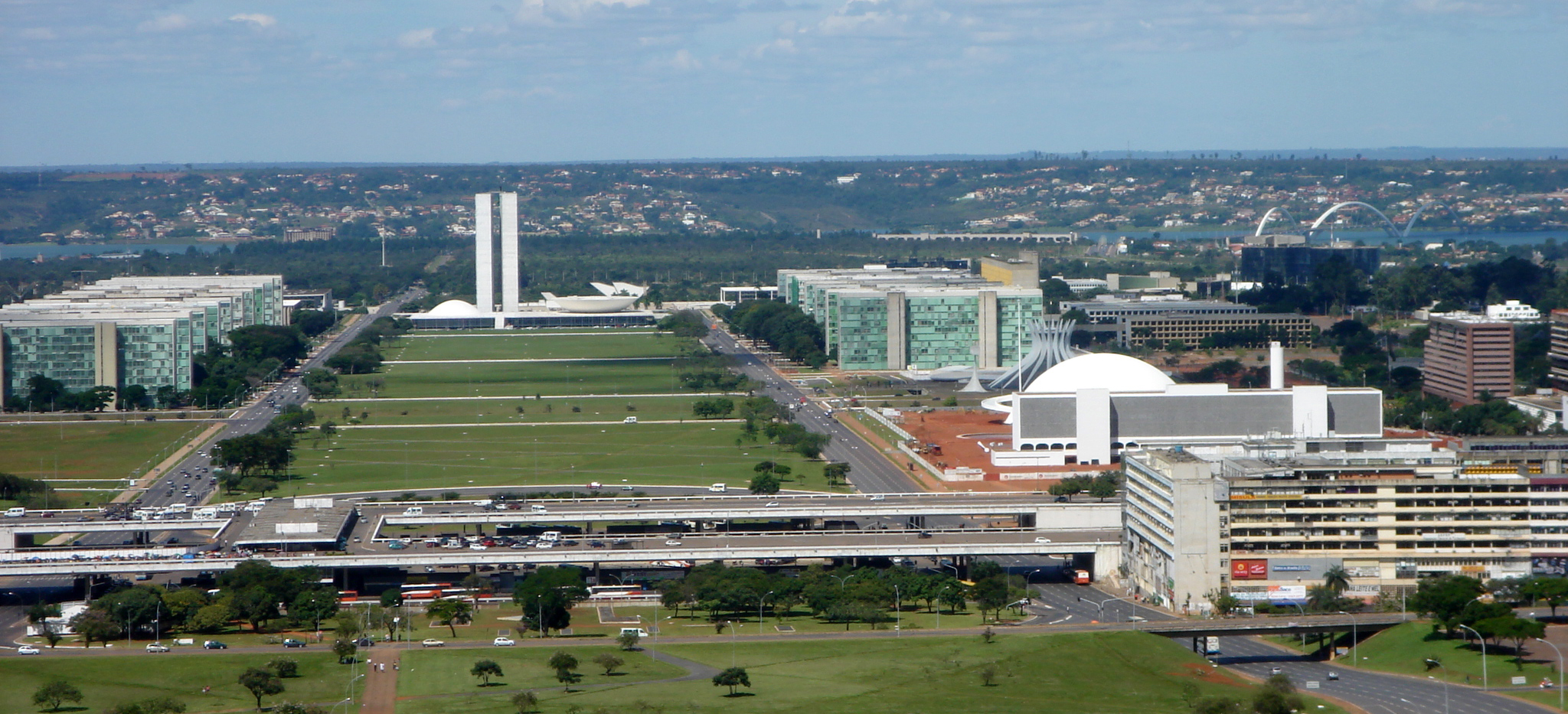
Explanada de los Ministerios, Brasilia D. F., 2006. Muestra varias de las obras de Niemeyer: el Congreso Nacional al fondo, y a la derecha la famosa catedral de Brasilia y los más recientes edificios del Museo Nacional y la Biblioteca Nacional

En 1964 viaja a Israel por motivos de trabajo y en su regreso encuentra un Brasil completamente diferente. En marzo es presidente João Goulart, que asumió el poder después de la renuncia del presidente electo, Jânio Quadros, quien fue derrocado por un golpe militar.
En 1980, vuelta a Brasil y crea el Memorial JK y el Museo del Indio, los dos en Brasília.

### Exilio y proyectos en ultramar
Durante la dictadura militar de Brasil, su oficina es invadida por sorpresa, sus proyectos comienzan a ser misteriosamente rechazados y pierde su clientela. En 1965, doscientos profesores, entre ellos Niemeyer, dimiten en la Universidad de Brasilia, en protesta contra la política universitaria. En ese mismo año, viaja a Francia, por una exposición sobre su obra en el Museo de Louvre. El ministro de Aeronáutica de la época dijo que «el lugar para un arquitecto comunista es Moscú». Niemeyer se vio obligado a exiliarse en Europa en 1966, y escogió vivir en París.

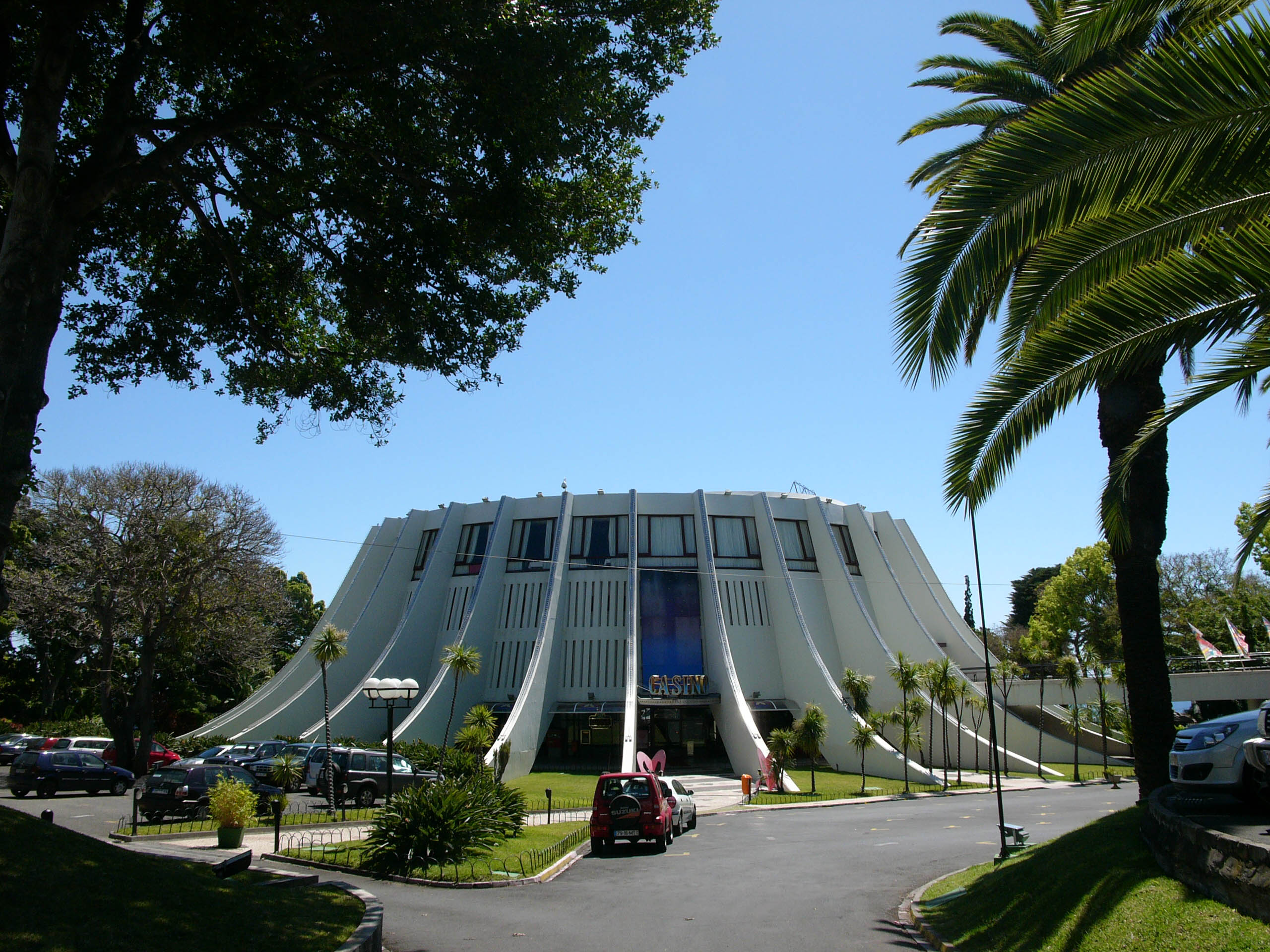
El Casino de Funchal (Portugal).

En Europa inicia una nueva fase de su vida y obra. Abre una oficina en los Campos Elíseos, y consigue clientes en diversos países. En Argelia diseña la Universidad de Constantina y, en 1970, la mezquita de Argel. En Francia crea la sede del Partido Comunista Francés, el Place du Colonel Fabien, y en Italia la sede de la Editora Mondadori. En Portugal realiza una obra en la ciudad de Funchal, el Pestana Casino Park. Otro diseño sobresaliente es la Mezquita Estatal de Penang en George Town, la capital del estado de Penang (Malasia), realizada en los años setenta.

### De los años ochenta hasta su fallecimiento

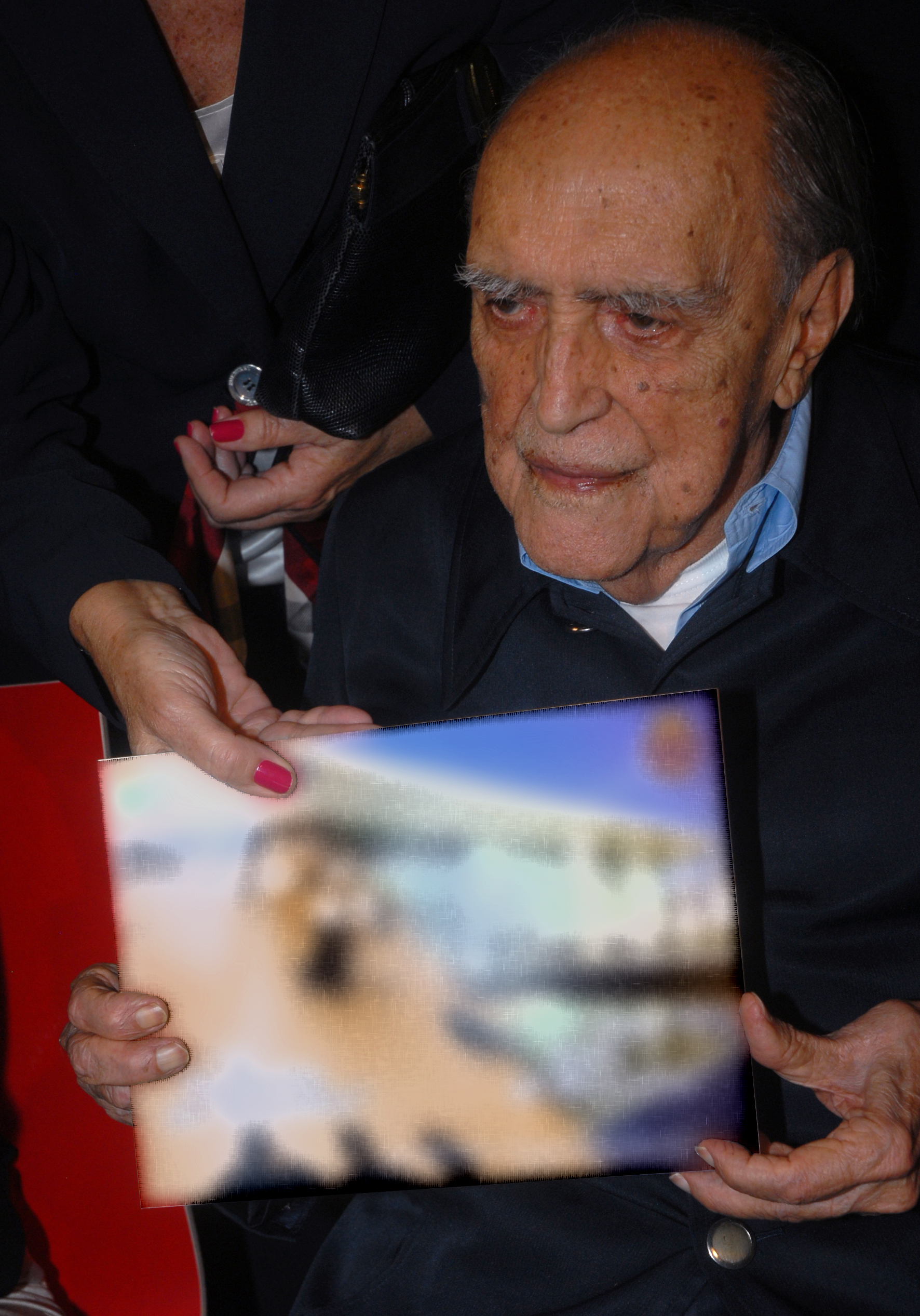
Niemeyer durante la ceremonia de inauguración de la Biblioteca Nacional de Brasilia, el 11 de diciembre de 2008 (cuatro días antes de cumplir los 101 años).

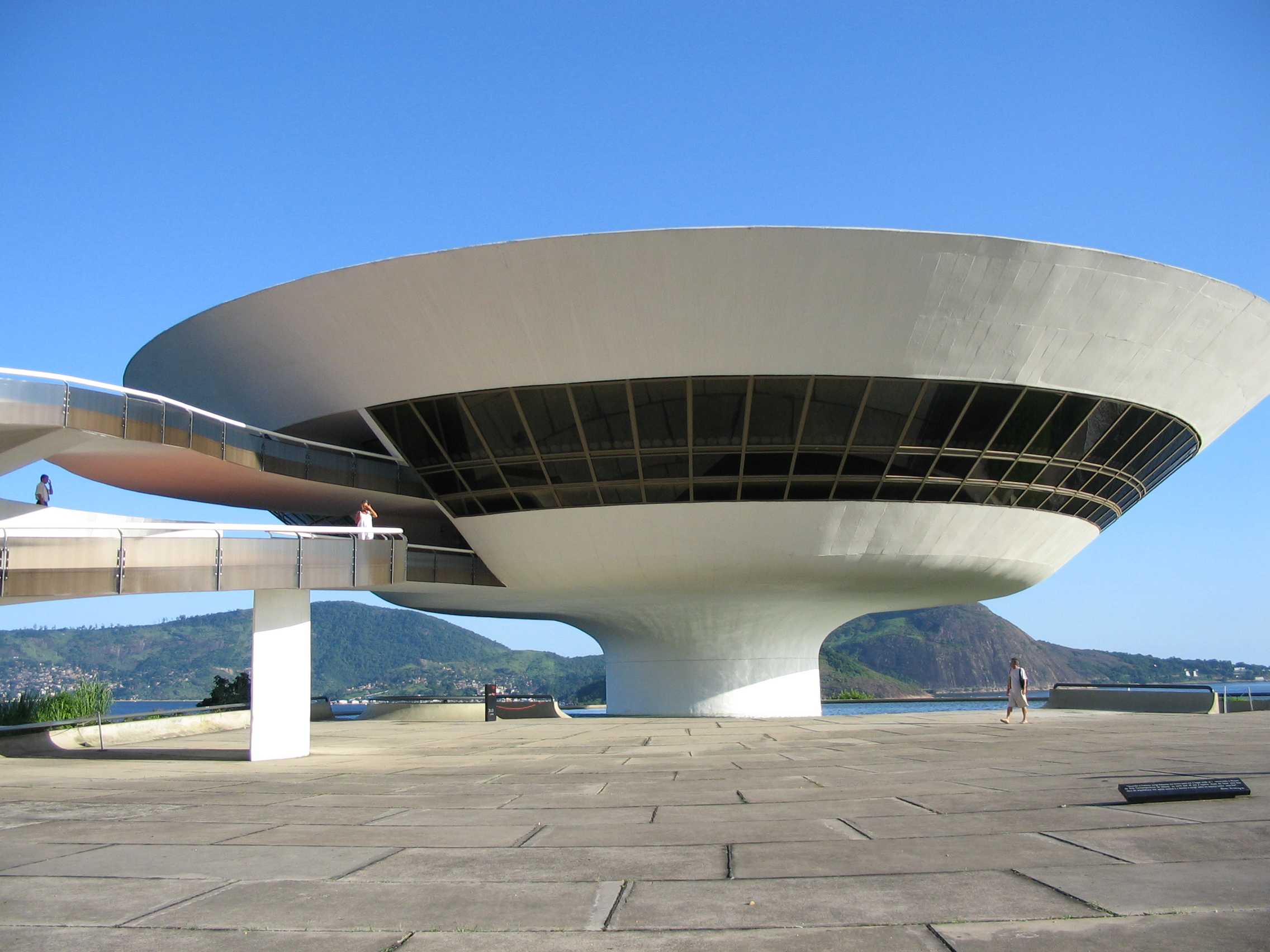
Museo de Arte Contemporáneo de Niterói.

Después del final de la dictadura en los años ochenta, Niemeyer vuelve a Brasil. Él mismo define esta época como el inicio de la última fase de su vida. En este período Niemeyer hizo el Memorial JK, en Brasilia (1980), el edificio-sede de la Red de Televisión Manchete (1983), los CIEPs (centros integrados de educación pública) y los sambódromos de las ciudades de Río de Janeiro (1984) y de São Paulo (1991), el Panteón de la Patria, en Brasilia (1985) y el Memorial de América Latina (1987), en São Paulo. Este último tiene una bella escultura representando una mano herida como un Cristo, de cuya llaga sangra América Latina.
En 1989 se le concedió el Premio Príncipe de Asturias de las Artes que recogió en Oviedo (España).
Entre 1991 y 1996 realizó lo que muchos consideran su mejor obra, el Museo de Arte Contemporáneo de Niterói (MAC). Es un museo en un lugar improbable, con una forma bella y original, una escultura que se proyecta sobre la piedra, dando una linda visión de la bahía de Guanabara y de la ciudad de Río de Janeiro.
El 22 de noviembre de 2002 fue inaugurado el complejo que abriga el Museo Oscar Niemeyer (MON), en la ciudad brasileña de Curitiba. Esta obra es un anexo al museo original diseñado por el mismo Niemeyer. Ese mismo año recibió el Premio Konex Mercosur al mejor arquitecto de la región de la década.
En 2003, proyectó el 6 Gallery Pavillon, en el Hyde Park (Londres), inició en Brasilia la construcción de la Biblioteca Nacional y el Museo Nacional, los dos en el Sector Cultural de Brasília.
En 2004, hizo el Monumento de la Paz en la ciudad de París. Un año más tarde proyectó el Parque Acuático de Potsdam en Alemania y el complejo Administrativo de la Hidrelétrica de Itaipu. En 2006, proyectó el Centro Cultural Principado de Asturias en España y el Memorial Leonel Brizola en Río de Janeiro; se casa nuevamente con Vera Lúcia Cabreira, con quién vive en Ipanema-RJ. En ese año es inaugurado el Complejo Cultural de la República, en Brasilia, junto con el Museo Nacional Honestino Guimarães y la Biblioteca Nacional Leonel de Moura Brizola, formando uno de los mayores centros culturales del país.

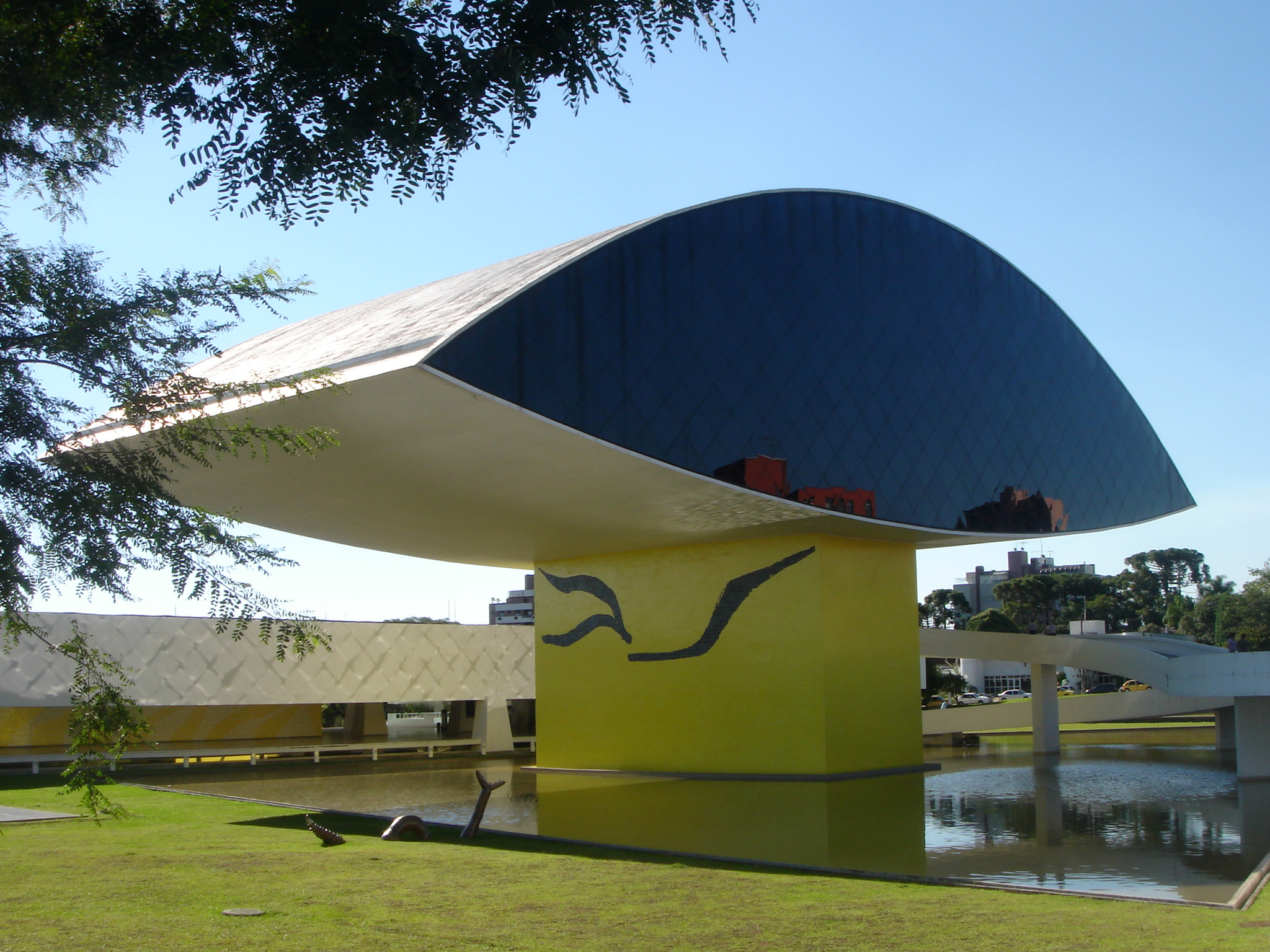
Museo Oscar Niemeyer (Novo Museu), en Curitiba (Brasil).

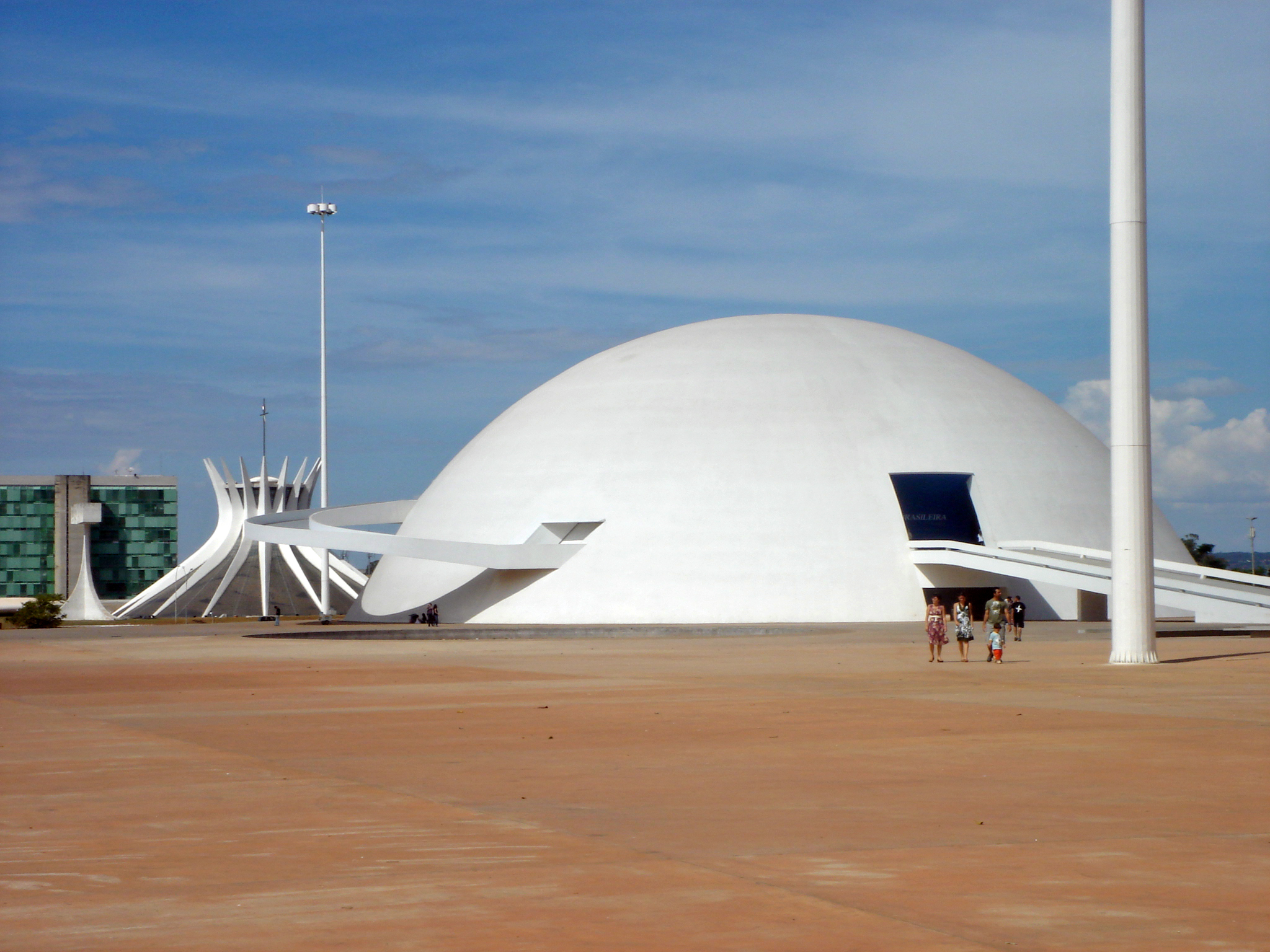
Museo Nacional, Complejo Cultural de la República (Brasilia).

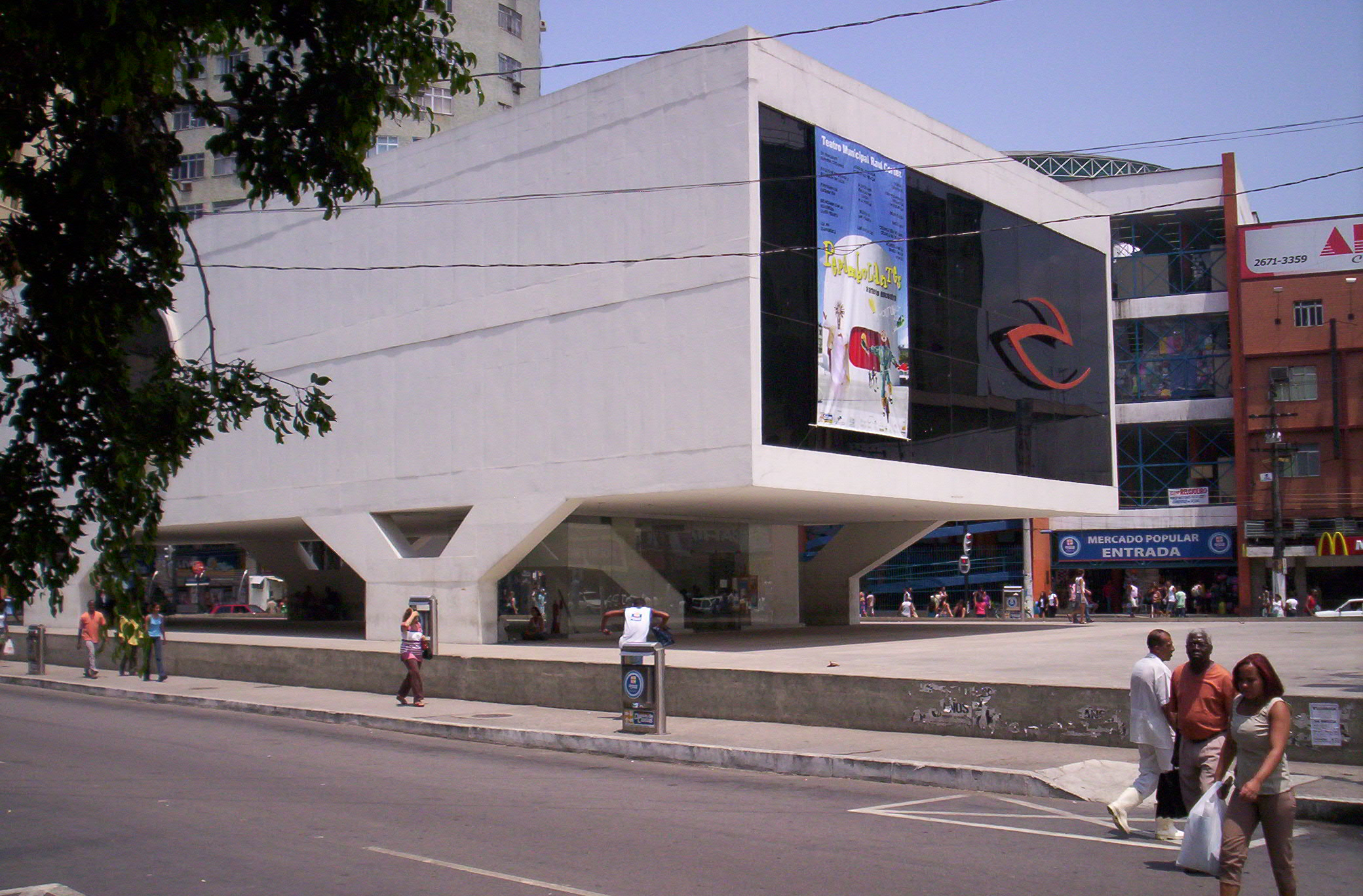
Biblioteca Municipal en el centro de la ciudad, Duque de Caxias, RJ, Brasil

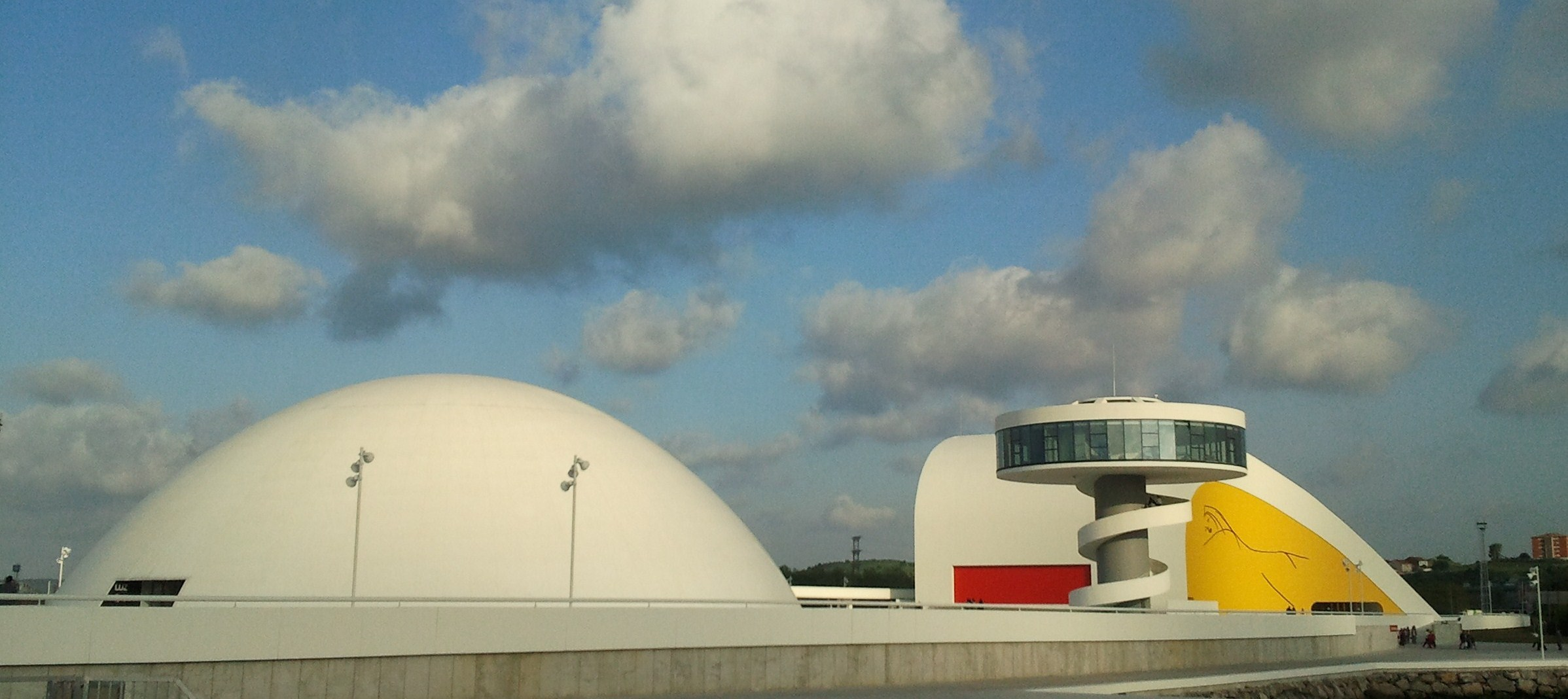
El Centro Cultural Internacional Oscar Niemeyer en Asturias, única obra en España

El 30 de marzo de 2006 vería la inauguración, en la región del sur de la ciudad de Goiânia, GO, (Brasil), el Centro Cultural Oscar Niemeyer (también conocido como CCON y NIE).
El 15 de diciembre de 2006, con casi cincuenta años de atraso, fue inaugurado el Museo Nacional Honestino Guimarães y la Biblioteca Nacional Leonel de Moura Brizola, que forman juntos, el mayor centro cultural de Brasil, denominado Complejo Cultural de la República, ubicado en la Explanada de los Ministerios en Brasilia. La inauguración fue programada para coincidir con el aniversario 99 de Oscar Niemeyer.
En el transcurso de ese año planificó un balneario para Potsdam, en Alemania, previsto para 2007, pero las obras fueron canceladas antes de su inicio debido a sus dimensiones faraónicas. Ya fue invitado a diseñar un estadio con motivo de la Copa Mundial de Fútbol de 2014 que será organizado por Brasil.
En abril de 2007 se inaugura el Teatro Popular Oscar Niemeyer de Niterói en Río de Janeiro, obra dedicada a Brasil simbolizado con los colores verde, amarillo, azul y blanco.
Ese mismo año dona a España el diseño de su mayor proyecto en Europa, como su colaboración, en calidad de galardonado, en la celebración del veinticinco aniversario de los Premios Príncipe de Asturias. El Centro Cultural Internacional Oscar Niemeyer (también conocido como «Centro Niemeyer» o, coloquialmente, como El Niemeyer) tiene una estética provocadora, resumen de la mejor arquitectura del brasileño. El propio arquitecto lo describió como «una gran plaza abierta a todos los hombres y mujeres del mundo, un gran palco de teatro sobre la ría y la ciudad vieja. Un lugar para la educación, la cultura y la paz». El Niemeyer se encuentra en la ciudad de Avilés, en el Principado de Asturias y fue inaugurado en la primavera de 2011.
Cumplidos los cien años en 2007, Niemeyer asume junto con el gobernador José Roberto Arruda el compromiso de proyectar la Sede del Archivo Público de Distrito, como también la Universidad de Ciencias e Informática de Cuba y el Centro Cultural de Valparaíso, en Chile. Todavía en activo, perfectamente lúcido e involucrado en diversos proyectos, principalmente esculturas y ajustes de algunas de sus obras antiguas, que están protegidas como patrimonio nacional o internacional, y por lo tanto, sólo pueden ser modificadas con la autorización de Niemeyer. Como motivo de su centenario, Vladímir Putin, en nombre del gobierno ruso, le confirió la condecoración de la Orden de la Amistad.
En 2008, presentó el proyecto Puerto de la Música, que se realizará en Rosario (Argentina) en el parque Urquiza, cercano al Monumento a la Bandera. Visita la ciudad de Brasilia e inaugura el Museo Nacional y el tercer número de sus revistas de arquitectura "Nosso Caminho". Proyecta el Teatro del Puerto de la Música de Rosario, en Argentina.
El 10 de enero de 2009 y con 101 años de edad, Oscar Niemeyer, presentó un nuevo proyecto, la Plaza de la Soberanía, que será realizada en la Explanada de los Ministerios, en Brasilia. Dicha plaza que hubiera sido inaugurada en abril de 2010 fue rechazada por la oposición suscitada por la población de Brasilia.
En 2009 se completa la construcción del Auditorio Oscar Niemeyer de Ravello, en Italia.
En 2010 inauguró la Ciudad Administrativa de Minas Gerais, a base de curvas, hormigón armado y el mayor piso suspendido del mundo. La ciudad Administrativa es considerada el proyecto más raro y más audaz de Oscar Niemeyer. Fue inaugurada el 4 de marzo de 2010.
En 2012, sufrió problemas de salud debido a su avanzada edad que le obligaron a ser hospitalizado dos semanas en mayo por deshidratación y neumonía, y en octubre de nuevo fue hospitalizado por deshidratación. El miércoles 5 de diciembre de 2012, falleció a los 104 años de edad en Río de Janeiro, su ciudad natal, anunciado por la portavoz del Hospital Samaritano Associated Press.

## Sobre su arquitectura
La arquitectura de Niemeyer es también la de los ritmos acelerados de las articulaciones artísticas y técnicas que convergen hacia la amplia plenitud de las composiciones más diversas. A través de la construcción, su arquitectura transmite el espíritu de la existencia y de la búsqueda de mutaciones prodigiosas. Por otra parte, cabe decir que en estas conexiones Niemeyer idea, distribuidas según un método razonado, sus temas y sus composiciones se inscriben en la realidad de sus respectivas justificaciones.
Son el resultado de conceptos capitales y de ellos extrae conclusiones que se proyectan hacia el futuro. Obras maestras tales como las casas unifamiliares del arquitecto en Río de Janeiro y Mendes; en Pampulha, Belo Horizonte, el Casino, la capilla católica y el Yacht Club; el conjunto COPAN (en São Paulo); el Ministerio de Educación y Sanidad (en Río de Janeiro); la residencia del presidente Kubitschek en Pampulha; y, en Brasilia, el complejo del Congreso Nacional, la Catedral y el Palacio de la Alborada, por ejemplo, están ahí para instruirnos.

## Fundación Oscar Niemeyer
En Brasil hay una diversidad de fuentes de información sobre Niemeyer. La Fundación Oscar Niemeyer, creada en 1988, es un centro de información e investigación orientado para la reflexión y difusión de la arquitectura, urbanismo, diseño y artes plásticas, y para la valoración y preservación de la memoria y del patrimonio arquitectónico moderno de Brasil.

## Honores y reconocimientos
- Premio Lenin de la Paz, Gobierno de la URSS, 1963.
- Miembro honorario del Instituto Estadounidense de Arquitectos (EE. UU.), 1963.
- Miembro honorario de la Academia Americana de Artes y Letras y del Instituto Nacional de Artes y Letras, 1964.
- Premio Pritzker de Arquitectura, de los Estados Unidos, 1988.
- Premio Príncipe de Asturias de las Artes, de España, 1989.
- Comendador de la Orden de San Gregorio Magno de la Santa Sede, 1990.
- Título de doctor honoris causa de la Universidad de São Paulo, 1995.
- Título de doctor honoris causa de la Universidad de Minas Gerais, 1995.
- Orden de Saurí, Primera clase. Máxima distinción concedida por la República Dominicana 1996.
- Premio León de Oro de la Bienal de Venecia, VI Muestra Internacional de Arquitectura, 1996.
- Royal Gold Medal del Royal Institute of British Architects, 1998.
- Medalla de la Orden de Solidaridad del Consejo de Estado de la República de Cuba, 2001.
- Medalla al Mérito Darcy Ribeiro del Consejo Estatal de Educación del Estado de Río de Janeiro, 2001.
- Premio Unesco 2001, en la categoría Cultura, 2001.
- Título de Gran Oficial de la Orden del Mérito Docente y Cultural Gabriela Mistral, del Ministerio de Educación de Chile, 2001.
- Título de Arquitecto del siglo XX, del Consejo Superior del Instituto de Arquitectos de Brasil, 2001.
- Premio Konex Mercosur, Argentina, 2002.
- Premio Imperial Japón, Asociación de Arte de Japón Japón, 2004.
- Medalla y título de Comendador de la Orden Nacional de la Legión de Honor, Gobierno de Francia, 2007.
- Medalla de la Orden de la Amistad, Gobierno de Rusia, 2007.
- Premio ALBA de las Artes, Gobierno de Venezuela, 2008.
- Orden de las Artes y las Letras de España (6 de noviembre de 2009).[6]
- Miembro de número de la Academia Nacional de Bellas Artes.[7]